# Mota, Ljutomer
Mota este o localitate din comuna Ljutomer, Slovenia, cu o populație de 334 de locuitori.